# Ил Понте (Анкона)
Ил Понте је насеље у Италији у округу Анкона, региону Марке.
Према процени из 2011. у насељу је живело 19 становника. Насеље се налази на надморској висини од 129 м.